# Gabriele Meyer-Dennewitz

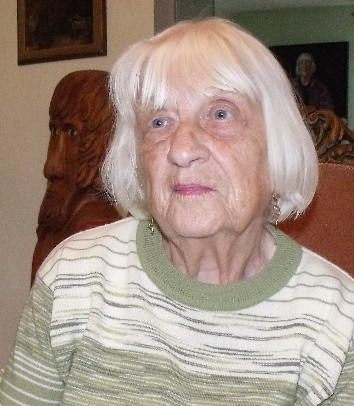
Gabriele Meyer-Dennewitz im Mai 2010

Gabriele Meyer-Dennewitz (* 21. Juli 1922 in Leipzig; † 13. März 2011 in Stralsund) war eine deutsche Malerin, Grafikerin und Hochschullehrerin.

## Leben
Nach dem Besuch der Kunstgewerbeschule Leipzig von 1938 bis 1940 studierte Gabriele Meyer-Dennewitz von 1941 bis 1944 an der Akademie für Grafik und Buchkunst Leipzig bei Karl Miersch, Wilhelm Thiele und Hans Soltmann. In dieser Zeit erhielt sie Privatunterricht von Max Schwimmer. Nach dem Studium arbeitete sie bis 1945 als Hilfslehrerin für Zeichnen und Kunstgeschichte, danach freischaffend.
1950/51 war Gabriele Meyer-Dennewitz Meisterschülerin von Max Lingner und Heinrich Ehmsen an der Akademie der Künste. 1950 gehörte sie zu den Mitbegründern des Verbandes Bildender Künstler Deutschlands. Ihrer Heimatstadt Leipzig blieb sie lange Zeit verbunden, so von 1953 bis 1957 als Assistentin und Dozentin an der Hochschule für Grafik und Buchkunst Leipzig, ab 1958 als Dozentin und von 1969 bis 1982 als Institutsleiterin am Institut für Kunsterziehung an der Karl-Marx-Universität Leipzig, wo sie von 1961 bis 1982 eine Professur am Institut für Kunsterziehung innehatte. Vielen Kindern und Jugendlichen ist sie durch ihre Grafiken in Schulbüchern der DDR bekannt.
Sie war bis 1990 Mitglied des Verbands Bildender Künstler der DDR und hatte in der Sowjetischen Besatzungszone und der DDR zahlreiche Einzelausstellungen und Ausstellungsbeteiligungen, u. a. 1953, 1962/1963 und 1967/1968 in Dresden an der Dritten, Fünften und VI. Deutschen Kunstausstellung. 
Bereits seit 1964 wohnte Gabriele Meyer-Dennewitz in Carwitz, zunächst als Sommerquartier, von 1991 bis zu ihrem Ableben ganzjährig. Dort leitete sie auch einen Kinderzirkel.
Gabriele Meyer-Dennewitz war zwei Mal verheiratet. Ihr erster Mann, Erich Dennewitz, fiel im Zweiten Weltkrieg. Danach heiratete sie den Buchgestalter Wolfgang Meyer (1922 – 1996). Ihr Sohn Ekkehard Dennewitz ist Theaterwissenschaftler.
Studienreisen führten sie in die Tschechoslowakei (1956, 1957, 1960, 1980), die Sowjetunion (u. a. 1959, 1963, 1969), Korea (1959), Jugoslawien (1961), Rumänien (1979) und Ungarn (1981).
Gabriele Meyer-Dennewitz starb in einem Stralsunder Krankenhaus. Ihr Urnengrab befindet sich auf dem Friedhof in Carwitz.

## Ehrungen
- 1957 Kunstpreis der DSF
- 1962 Kunstpreis der Stadt Leipzig
- 1968 Ehrennadel der Gesellschaft für Deutsch-Sowjetische Freundschaft
- 1978 Pestalozzi-Medaille
- 1982 Johannes-R.-Becher-Medaille

## Werke (Auswahl)
- 1957 Fragen eines lesenden Arbeiters (Holzschnitt) und Zyklus Großer Oktober
- 1958 Zyklus Gedanken zum Kaukasischen Kreidekreis von Brecht (Holzschnitt)
- 1966 Buchillustration Der Mann mit der gelben Tasche (Deutscher Militärverlag Berlin)
- 1969 Urlaub in Carwitz I (Algrafie)
- 1970 Carmina Burana (Holzschnittfolge)
- 1980 Das Geburtshaus (Kohlezeichnung)
- 1982 Gobelin-Entwurf zum 575. Geburtstag der Leipziger Universität (Tempera)
- 1998 Herbstlied (Pastell auf Hartfaser)
- 2001 Gefährliches Spiel (Pastell auf Hartfaser)
- 2005 Selbst (Pastell)

## Einzelausstellungen (unvollständig)
- 1974/75, 1982, 2010 Leipzig
- 1983 Neubrandenburg, Kulturhaus (Malerei, Graphik und Handzeichnungen, Ausstellung zum 60. Geburtstag)
- 2005 Marburg, Arbeitsgericht, Werkschau[4]
- 2010 Leipzig, „Heimspiel“ Ausstellung zum 88. Geburtstag
- 2019 Leipzig, Retrospektive[5][6]
- 2022 Carwitz, 100. Geburtstag[7]